# Військова машина

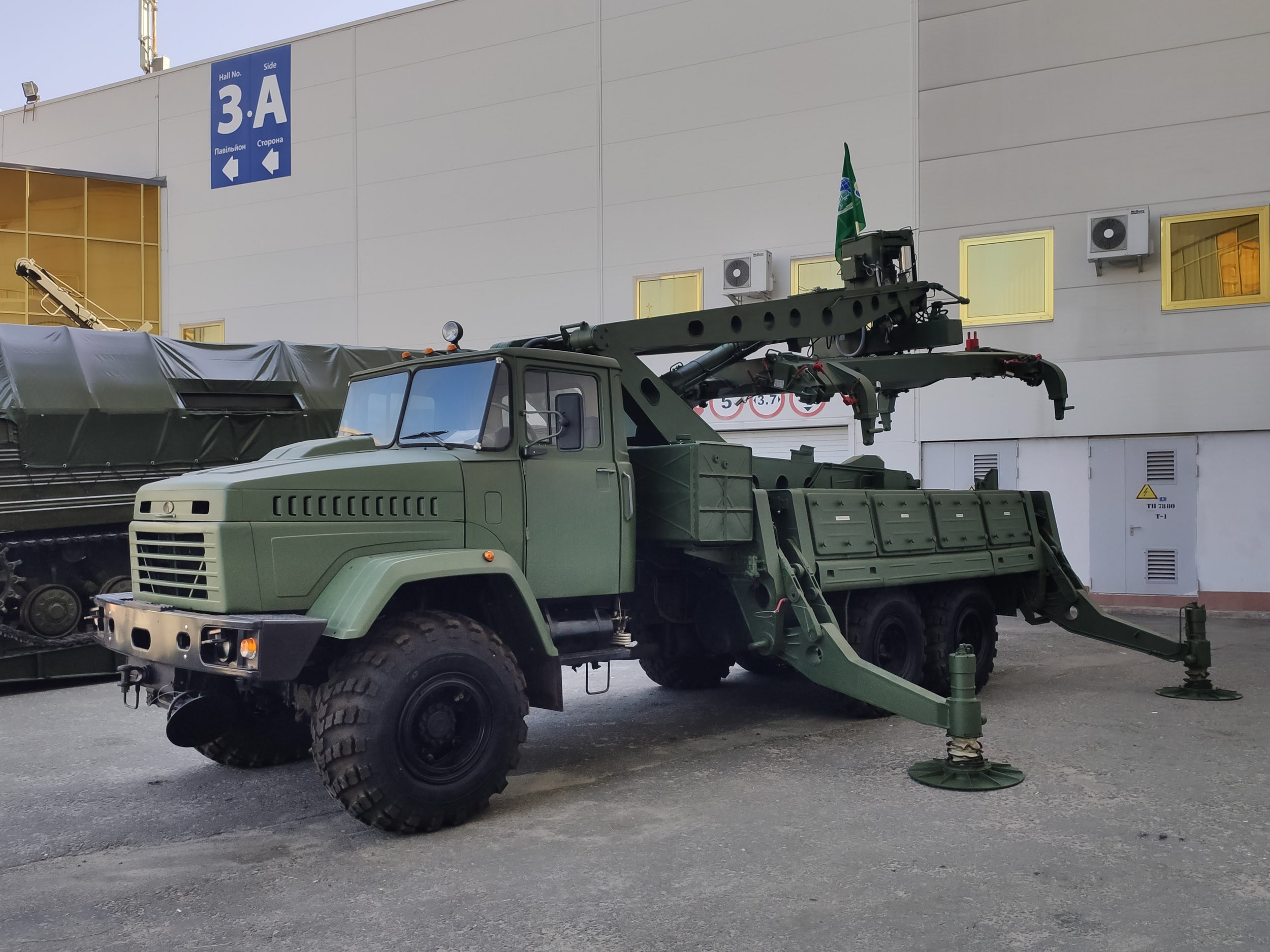
Транспортно-заряджальна машина для С-300П на базі КрАЗ-6322

Військова машина — наземна самохідна військова техніка, призначена для виконання військових задач. Може мати броню, тоді називається броньованою машиною, бронемашиною або бронетехнікою.
Не слід плутати з поняттям «бойова машина», яке позначає військові машини, що призначені для ведення бою. Броньовані машини також не завжди є бойовими (наприклад, FMTV B-kit, інженерні машини, тягачі), а бойові машини не завжди броньовані (наприклад, БМ-21 «Град», технічки).

## Види військових машин

### За призначенням

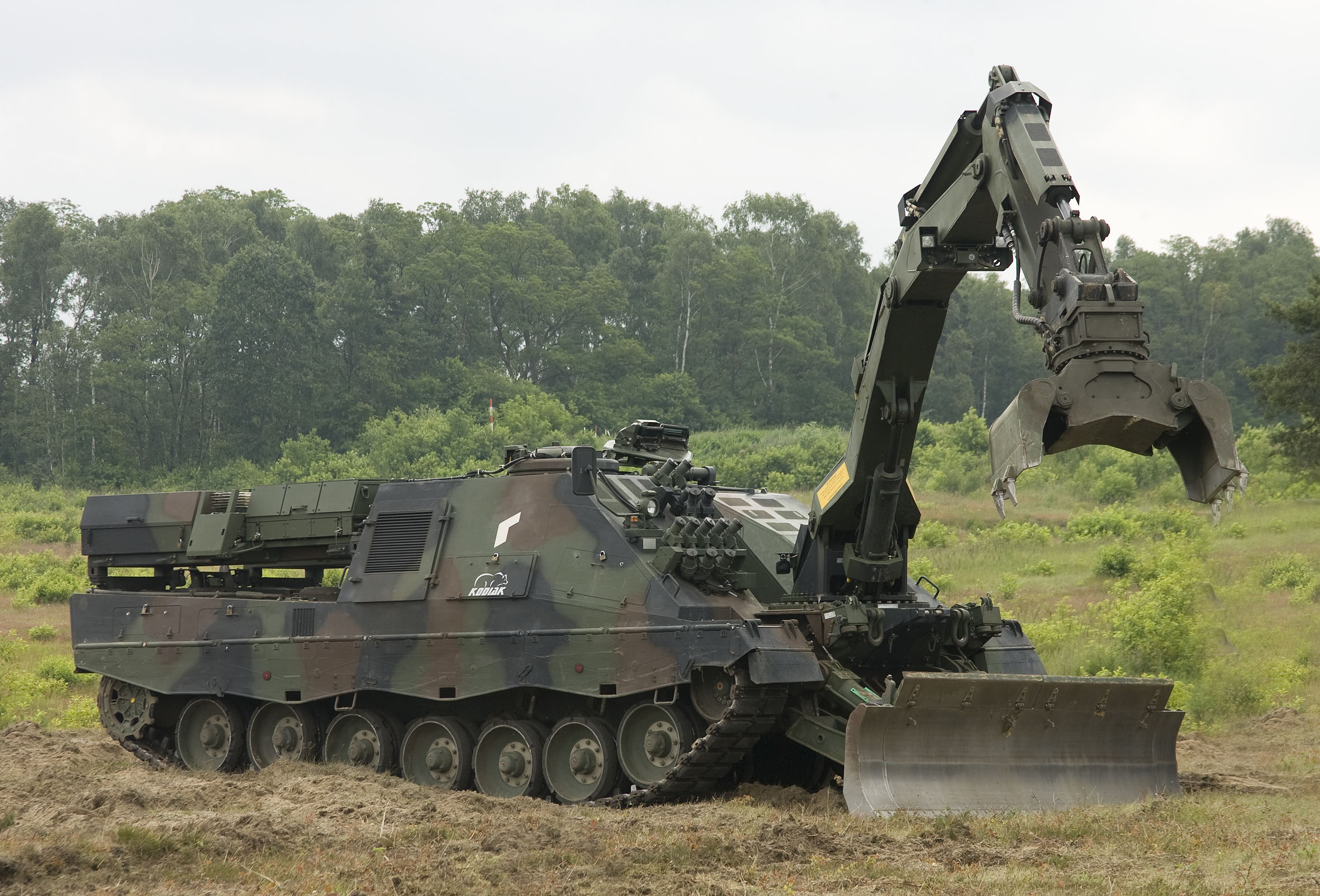
Броньована інженерна машина AEV 3 Kodiak

- Бойові машини (БМ) та бойові броньовані машини (ББМ)
  - Бойова машина підтримки танків (БМПТ)
  - Бойова машина піхоти (БМП; бойова машина вогнеметників, бойова машина десанту (БМД))
  - Бойова розвідувальна машина (БРМ)
  - Бронепоїзд
  - Бронетранспортер (БТР)
  - ОТРК
  - Самохідна артилерійська установка (САУ)
    - Винищувач танків
    - Самохідний міномет
    - Штурмова гармата

  - Самохідні засоби ППО: ЗРК, ЗРГК, ЗСУ
  - Самохідна реактивна система залпового вогню (БМРА)
  - Танк
    - Класифікація танків

  - Танк Tiger IIТанкетка
- Небойові машини
  - Артилерійський тягач

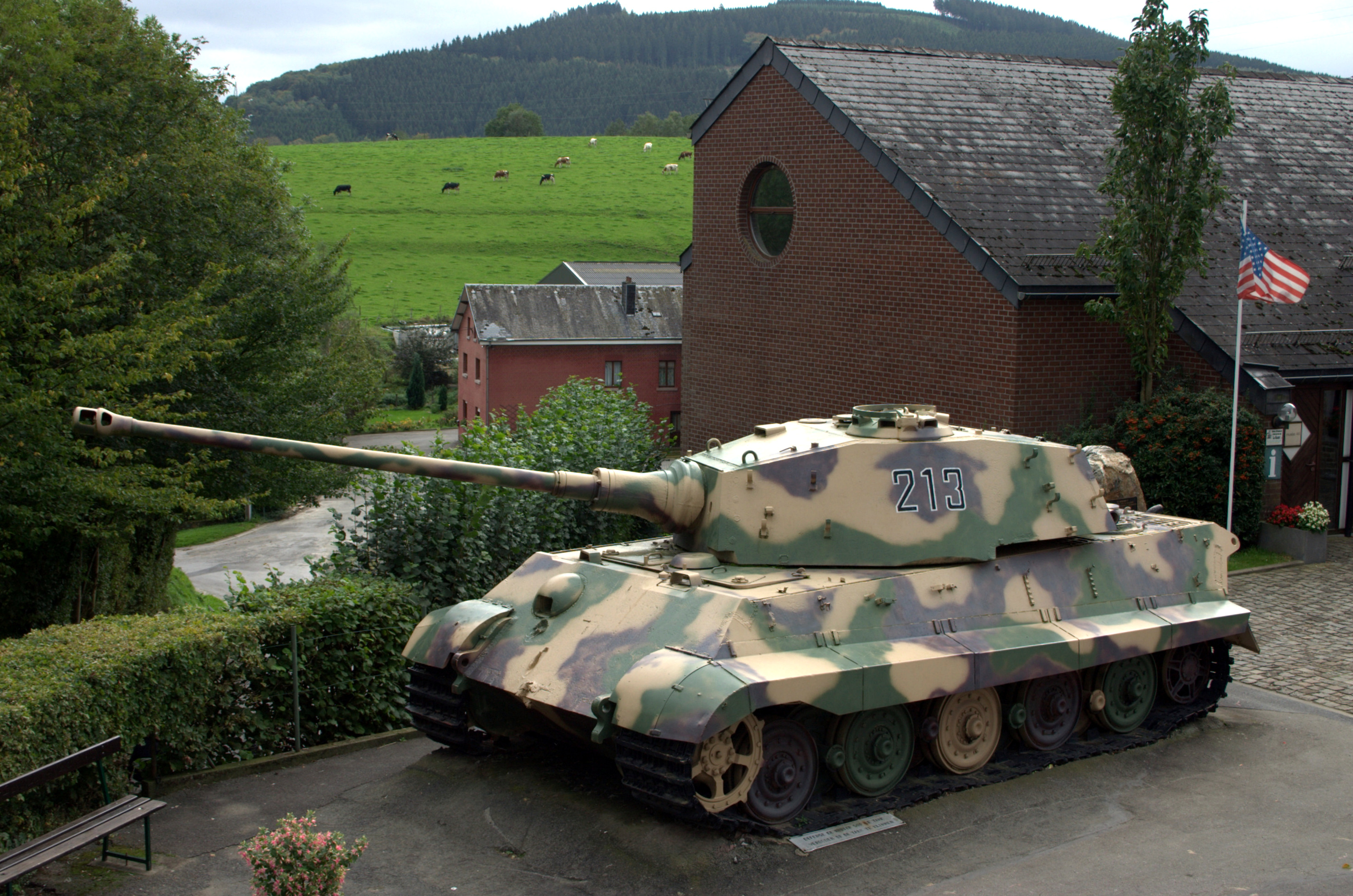
Танк Tiger II

  - Військовий автомобіль (категорія)
    - Військовий вантажний автомобіль (категорія)

  - Військова інженерна техніка (категорія)
    - Броньована інженерна машина
    - Броньована ремонтно-евакуаційна машина

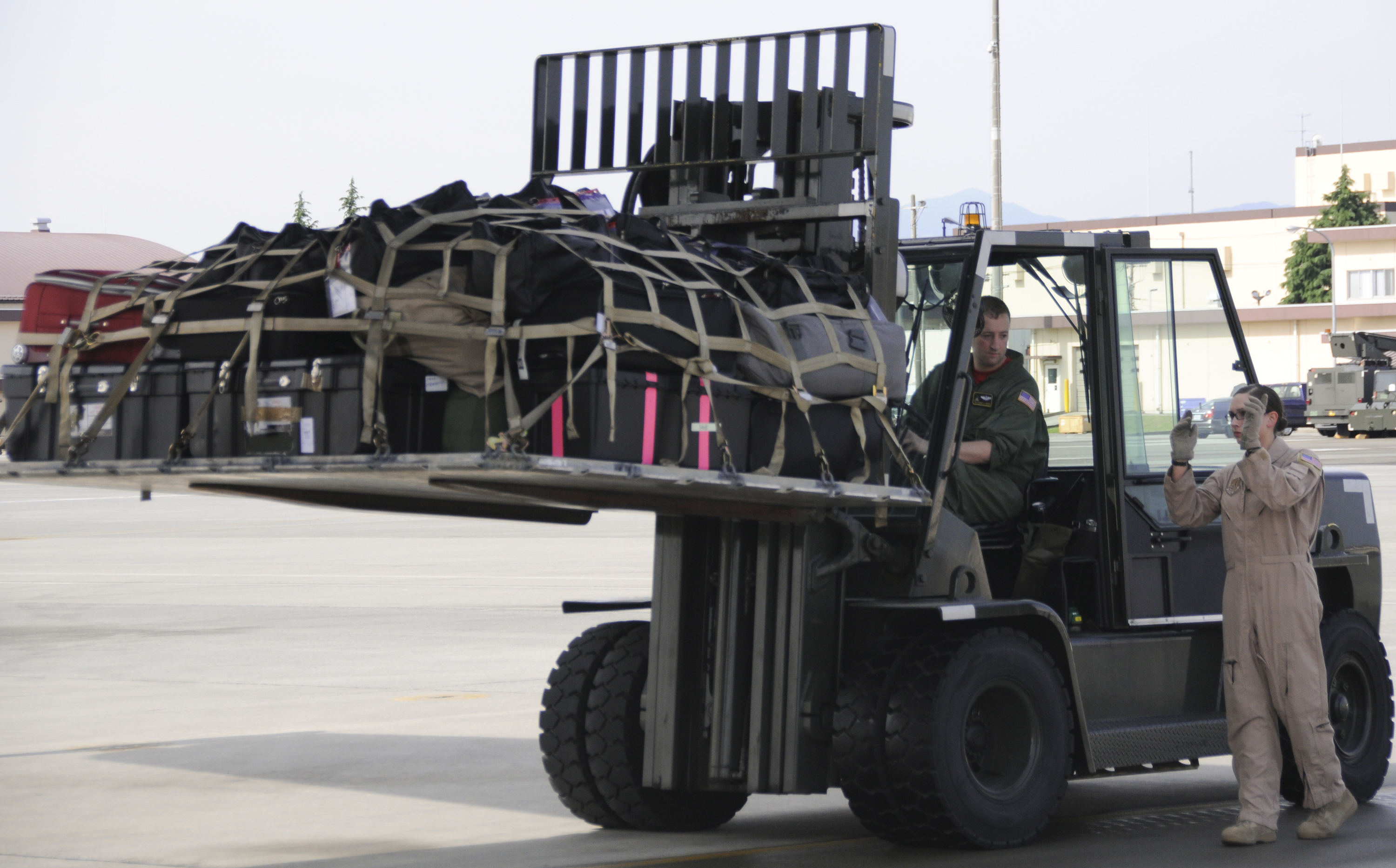
Військовий автонавантажувач США

    - Військовий автонавантажувач СШАЗемлерийна машина
    - Інженерна машина розгородження
    - Мостовкладач

  - Командно-штабна машина
  - Машина медичної евакуації
  - Танковий тягач
  - Транспортно-заряджальна машина

### За конструктивними особливостями
- Автономна
  - Безпілотний наземний транспортний засіб
- Гусенична
- Колісна
  - Бронеавтомобіль
    - Легкий військовий позашляховик (LUV)
    - IMV[en] (машина мобільності піхоти)
    - MRAP (машина з захистом від мін та засідок)

  - Військовий мотоцикл (категорія)
  - Колісний танк
- Колісно-гусенична
- Лижно-гусенична
- Напівгусенична
- Імпровізована
  - Технічка
  - Гантрак

### За особливостями переміщення
- Амфібійна (категорія)
  - Плавучий танк
  - Плавучий транспортер
- Повітрянодесантна